# Neochorema sinuatum
Neochorema sinuatum är en nattsländeart som beskrevs av Schmid 1964. Neochorema sinuatum ingår i släktet Neochorema och familjen Hydrobiosidae. Inga underarter finns listade i Catalogue of Life.

## Bildgalleri

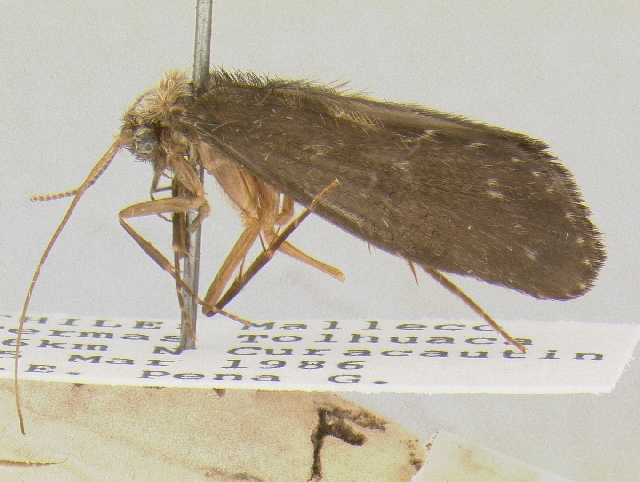